# Purchase (New York)
Purchase ist ein Dorf im Süden des Westchester County im US-Bundesstaat New York. 2014 wurde seine Einwohnerzahl auf 5.391 Personen geschätzt.

## Ortsprofil
Das Dorf bildet keine eigene Gemeinde, sondern gehört zu Harrison.
In Purchase haben einige US-amerikanische Konzerne ihre Konzernzentrale angesiedelt, so unter anderem Apollo Management, Atlas Air, Boyden World Corporation, Polar Air Cargo, Mastercard und PepsiCo. Die US-Investmentbank Morgan Stanley unterhält zumindest ein größeres Büro in Purchase.
Im Gebiet von Purchase liegt der Westchester County Airport.